# Combat de Djoua
Le combat de Djoua ou Djouah est livré le 16 juin 1908 au Tchad, pendant les opérations de conquête du royaume du Ouaddaï par les troupes françaises. Le commandant Julien, à la tête d'une colonne de 500 hommes y défait de manière décisive l'armée du Ouaddaï commandée par l'aguid Mahamid.

## Sources
- Jean Chapelle, Le peuple tchadien, l'Harmattan, 1980,  (ISBN 2858021694)
- Jean Malval (préf. Marie-José Tubiana), Essai de chronologie tchadienne, 1707-1940, Paris, Éditions du Centre national de la recherche scientifique, 1974, 167 p. (ISBN 978-2-222-01625-0, OCLC 925066722).